# De immortalitate animae

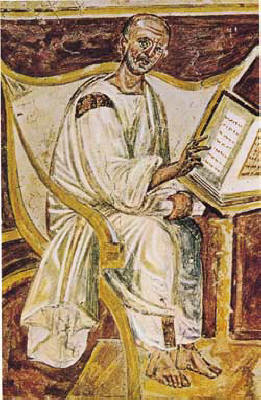
Augustin Thagaste

De immortalitate animae (lat.: „Über die Unsterblichkeit der Seele“) ist eine philosophische Abhandlung, die Aurelius Augustinus 387 als Zweiunddreißigjähriger nach seinen Ferien in Cassiciacum bei Mailand verfasste. 
Er sah in seiner Abhandlung eine Erinnerungsstütze für ein abschließendes drittes Buch seiner Selbstgespräche, der Soliloquien (Retractationes I,5,I). 

## Inhalt
Augustinus beschreibt im Anschluss an das Matthäus-Evangelium (Mt 10,28) und an eine entsprechende  neuplatonische Sicht die Seele als unsterblich. Ihre Unsterblichkeit rührt vor allem aus der Teilhabe an der ewigen Wahrheit her. Christliche Gedanken sind so gut wie nicht vertreten, obwohl er diese Abhandlung zwischen seiner Bekehrung zum Christentum (um den 1. August 386) und seiner Taufe (24./25. April 387 (Osternacht)) geschrieben hat. Vielmehr ist es die Gedankenwelt Plotins, die durchscheint. Der Leib-Seele-Dualismus wird aber bei Augustinus viel plastischer geschildert. Für Plotin war die Seele vor allem das Gestaltgebende, bei Augustinus erscheint sie als das Tätige am Menschen.
Die Unsterblichkeit der Seele ergibt sich aus ihrer Verbundenheit mit Gott. Die Seele ist das Bindeglied zwischen den göttlichen Ideen und dem Leib. 
Mit dieser Abhandlung hört Augustinus’ Interesse an der Seele aber nicht auf. Wenig später im Jahre 387 entstand die ebenfalls philosophische Schrift: Über die Größe der Seele („De quantitate animae“).

## Ausgaben
- Harald Fuchs / H. Müller, Düsseldorf/Zürich 2002 (lat.-dt.).
- W. Hörmann, CSEL 89, 101–128.
- Gerald Watson: Soliloquies and the  Immortality of the Soul . Aris & Phillips, Warminster, 1990, ISBN 0856685054 (lat.-engl. mit Kommentar).